# Art rupestre de l'arc mediterrani de la península Ibèrica

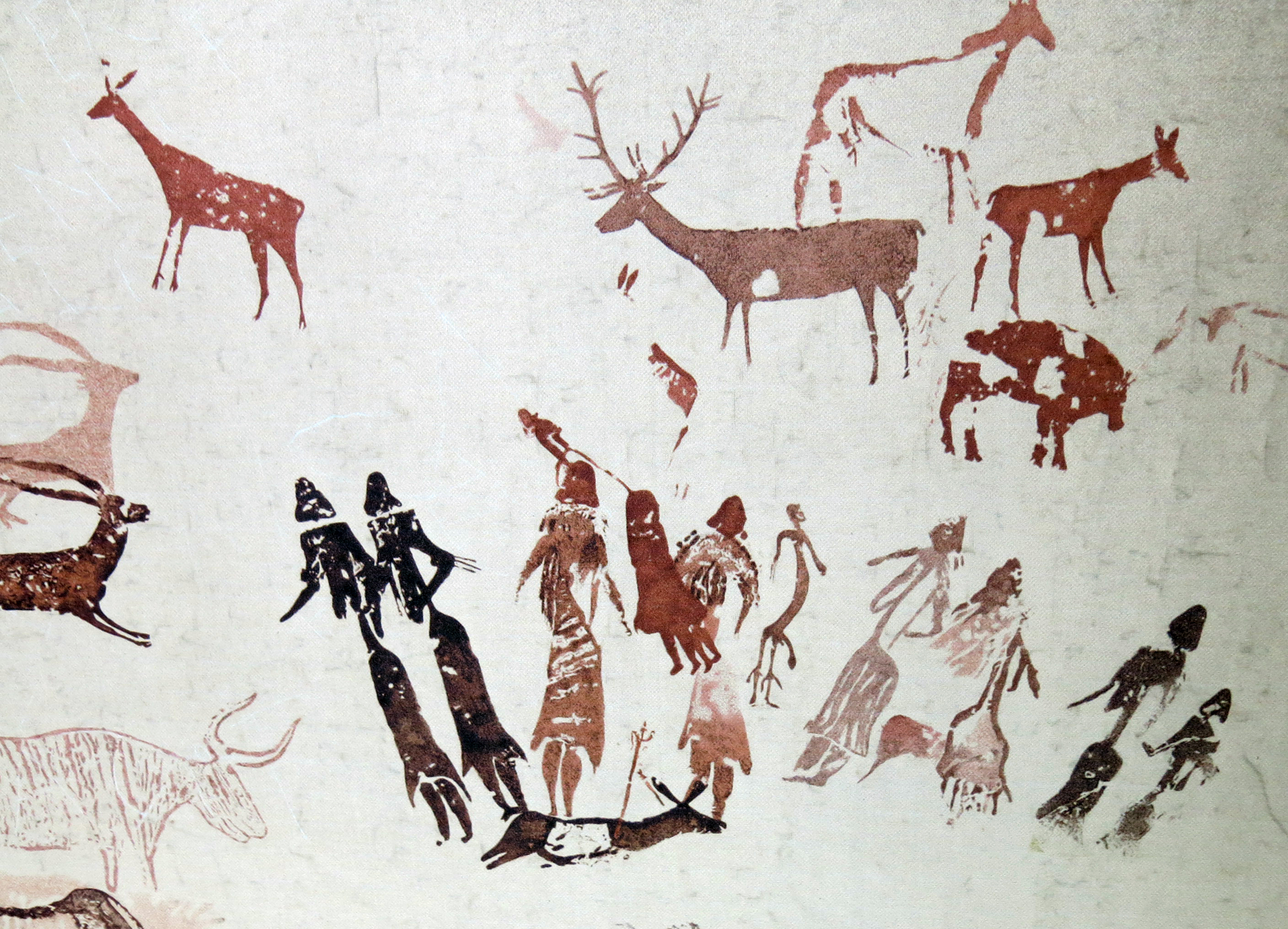
Pintures de la cova dels Moros, exposició al Museu de Gavà

L'art rupestre de l'arc mediterrani de la península Ibèrica són 757 jaciments de pintures rupestres catalogats per la UNESCO com a Patrimoni de la Humanitat el 1998. Aquest patrimoni està dividit en tres importants àrees: la zona de la serra d'Aitana (província d'Alacant), el massís del Caroig (província de València) i la comarca de Los Vélez (província d'Almeria). És el conjunt de jaciments d'art rupestre més gran d'Europa.
L'art rupestre de l'arc mediterrani es pot classificar en tres estils:
- Art macroesquemàtic.
- Art llevantí.
- Art esquemàtic.

De vegades, aquests estils apareixen superposats, per exemple a la Sarga (Alcoi, l'Alcoià).
La forma de vida durant una fase crítica del desenvolupament humà està hàbilment recollida en pintures amb estils i temàtiques úniques. Les comunitats que van viure aproximadament entre els anys 6000 i 1000 aC a l'arc mediterrani de la península Ibèrica ens han llegat pintures com a mostra de la seva civilització. Aquestes pintures aporten informació sobre el seu mode de vida, quins animals eren importants en la seva cultura o com vestien, però també plantegen molts interrogants sobre les seves creences, la seva organització i altres aspectes que difícilment arribarem a conèixer.

## Principals assentaments
Algunes de les pintures rupestres més importants d'aquest patrimoni són: Pla de Petracos (Castell de Castells, Marina Alta), coves de Cogul, etc.
Entre els 60 assentaments localitzats a Catalunya, el Patrimoni de la Generalitat de Catalunya fa una distinció específica de 3 indrets determinats en funció de la seva importància relativa, que són:
- Abrics d'ermites de la serra de la Pietat, a Ulldecona.
- Roca dels Moros, a Cogul.
- Cova dels Vilars, a Os de Balaguer.